# Bordj El Bahri
Bordj El Bahri (em árabe: برج البحري) é uma comuna localizada na província de Argel, no norte da Argélia. Sua população era de 52 816 habitantes, em 2008.